# Morning Star (dagblad)
De Morning Star is een Brits dagblad op tabloidformaat. De krant werd in 1930 opgericht en is tegenwoordig in handen van de People's Press Printing Society. De krant is politiek links, socialistisch en communistisch georiënteerd en is daarmee de enige communistische krant in het Verenigd Koninkrijk. De krant was tot 1945 dan ook in handen van de Communist Party in Great Britain, de enige communistische Britse partij en heette toen de Daily Worker, maar kwam in 1945 in het bezit van de People's Press Printing Society. Hiermee veranderde de naam van de krant ook in 1966 in de Morning Star.
De krant houdt zich vooral bezig met zowel nationale als internationale politiek en komt op voor ontwikkelingslanden en minderheden, zowel in het Verenigd Koninkrijk als in de rest van de wereld. Ook worden er vele (sociaal-)kritische columns en artikelen geschreven over politieke zaken als het Irak-beleid van George Bush en Tony Blair, oorlogen, ontwikkelingssamenwerking en atoomwapens. De krant schrijft verder veel over sport, (soms sociaal-kritische) televisie- en radioprogramma's, heeft elke week een kruiswoordpuzzel en heeft veel bijlagen die gaan over koken, huizen, tuinen en auto's.